# アキレス数

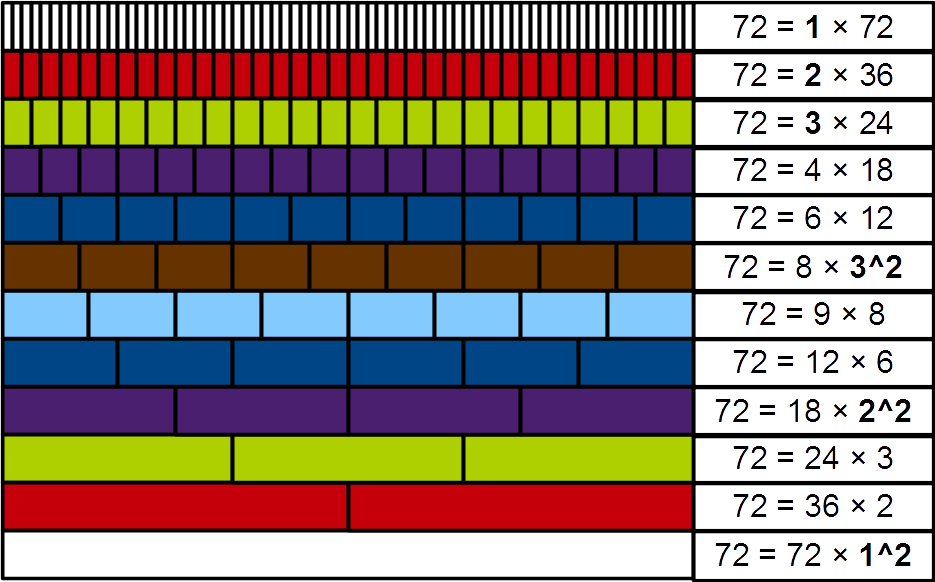
クイゼネールロッドを用いたアキレス数72のデモンストレーション

アキレス数（アキレスすう、英: Achilles number）とは、多冪数のうち累乗数でない自然数である。

## 概要
英語で多冪数は powerful number、累乗数は perfect power といい、powerful であるが perfect でない存在としてトロイア戦争の英雄アキレスの名前を冠するのがアキレス数である。
多冪数は a, b を自然数とすると、a2b3 と表せる数である。累乗数は m を自然数、k を2以上の自然数とすると mk と表せる数である。例えば 288 は 62 × 23 と表せる多冪数であるが、累乗数でないのでアキレス数である。アキレス数は無数に存在し、そのうち最小の数は 72（= 32 × 23）である。
アキレス数を 72 から小さい順に列記すると
72, 108, 200, 288, 392, 432, 500, 648, 675, 800, 864, 968, 972, 1125, 1152, 1323, 1352, 1372, 1568, 1800, 1944, 2000, 2312, 2592, 2700, 2888, 3087, 3200, 3267, 3456, 3528, 3872, 3888, 4000, 4232, 4500, 4563, 4608, 5000, …（オンライン整数列大辞典の数列 A052486）
例えば、784 は 24 × 72 であるので多冪数だが、(22 × 7)2 に等しい累乗数でもあるのでアキレス数でない。
アキレス数は多冪数なので、素因数分解したときの各素因数の指数部が全て2以上で、かつ累乗数でない数で、全ての指数部が互いに素である数といえる。